# Chlorotalpa
Chlorotalpa es un género de mamíferos afroterios del orden Afrosoricida. Se conocen como topos dorados y son propios del África Austral.

## Especies
Se reconocen las siguientes:
- Chlorotalpa duthieae (Broom, 1907)
- Chlorotalpa sclateri (Broom, 1907)

Y una extinta:
- Chlorotalpa spelea (Broom, 1941)